# KkStB 84
Die kkStB 84 war eine Tenderlokomotivreihe der kkStB, deren Lokomotiven ursprünglich einerseits von den Österreichischen Lokaleisenbahngesellschaft (ÖLEG) und andererseits von der Mährisch-Schlesischen Centralbahn (MSCB) stammten.

## kkStB 84.01–04 (ÖLEG)
Diese vier kleinen Tenderlokomotiven wurden 1883 von Krauss in München an die Österreichische Lokaleisenbahngesellschaft (ÖLEG) geliefert.
Sie hatten Innenrahmen und Außensteuerung.
Bei der ÖLEG erhielten sie Nummern 301–304.
Nach Verstaatlichung der ÖLEG 1894 bekamen sie bei der kkStB die Nummern 84.01–04, wurden aber schon 1899 verkauft.

## kkStB 84.41–43 (MSCB)
Diese zweifach gekuppelten Lokomotiven wurde 1884 von der Lokomotivfabrik Floridsdorf geliefert.
Sie hatten Innenrahmen und Außensteuerung.
Bei der kkStB wurden sie nach der Verstaatlichung der MSCB 1895 als 84.41–43 bezeichnet.
Die 84.42 wurde 1901 ausgemustert, die restlichen zwei Maschinen 1904.